# Kal Bhairab
Kal Bhairab (nep. कालभैरव) – gaun wikas samiti w zachodniej części Nepalu w strefie Bheri w dystrykcie Dailekh. Według nepalskiego spisu powszechnego z 2011 roku liczył on 879 gospodarstw domowych i 4336 mieszkańców (2282 kobiety i 2054 mężczyzn).